# Sarah Engels
Sarah Engels, född den 15 oktober 1992 i Köln, är en tysk sångerska.

## Karriär

### Deutschland sucht den Superstar
Sarah Engels blev känd år 2011 för sitt deltagande i den åttonde säsongen av TV-programmet Deutschland sucht den Superstar. Hon hade även deltagit i säsong 7 men inte kommit så långt. I säsong 8 nådde hon liveprogrammen där topp-10 tävlade men blev utslagen i det första efter att endast ha fått 6,8% av rösterna. Dock så fick hon komma tillbaka då en av de kvarvarande deltagarna fått lämna tävlingen av personliga skäl. Hon kom tillbaka till liveprogrammet med topp-8 och missade därmed bara ett program. I det första programmet sedan hon kom tillbaka överraskade hon alla och vann omgången med 26% av rösterna, detta efter att ha framfört Whitney Houstons låt "I Wanna Dance with Somebody". Efter detta gjorde hon succé vecka efter vecka genom att antingen få flest röster eller näst flest röster i varje program fram till finalen.
Hon gick segrande ur semifinalen med 37,3% av rösterna och gick vidare till finalen tillsammans med Pietro Lombardi medan Ardian Bujupi blev utslagen. I finalen vann dock Lombardi med 51,9% av rösterna och hon slutade därmed på en andra plats i tävlingen.
Efter tävlingen startade hon en kärleksrelation med Lombardi och knappt två år senare, i mars 2013, kom paret att gifta sig. I och med detta bytte Engels efternamn till Lombardi.

### Efter tävlingen
Den 7 maj 2011 släppte hon sin debutsingel "Call My Name" som var vinnarlåten från Deutschland sucht den Superstar. Singeln gavs ut även av vinnaren Pietro Lombardi samtidigt. Medan Lombardis version av låten toppade singellistorna i Tyskland, Schweiz och Österrike, låg Engels version av låten precis bakom, på andra plats i alla tre länderna. Engels fick snart ett skivkontrakt med Universal Music Group och den 24 juni samma år gav hon ut sitt debutalbum Heartbeat som kom att nå andra plats på den tyska albumlistan, samt femte på den österrikiska och trettonde på den schweiziska. Engels spelade även in en singel tillsammans med Pietro Lombardi med titeln "I Miss You" som nådde topplaceringar i dessa tre länder. I Tyskland hade hon nu haft båda sina första singlar på andra plats på singellistan. Från sitt debutalbum gav Engels även ut låten "Only for You" som singel senare under året och låten hade en viss framgång, främst i Tyskland och Österrike.
Vid julen 2011 spelade Engels in ytterligare en låt med Pietro Lombardi, denna med titeln "It's Christmas Time", som placerade sig på sjuttiofemte plats på den österrikiska singellistan. Efter en paus i musikkarriären under hela år 2012 återkom Engels år 2013 med låten "Dream Team" tillsammans med Pietro Lombardi. Albumet med samma titel, Dream Team, som också spelades in tillsammans med Pietro Lombardi, hade släppdatumet den 22 mars 2013.

## Diskografi

### Album
| År   | Album                             | Topplaceringar | Topplaceringar | Topplaceringar |
| År   | Album                             | Schweiz        | Tyskland       | Österrike      |
| ---- | --------------------------------- | -------------- | -------------- | -------------- |
| 2011 | Heartbeat - Släppt: 24 juni 2011  | 13             | 2              | 5              |
| 2013 | Dream Team - Släppt: 22 mars 2013 | 69             | 33             | 37             |

### Singlar
| År   | Singel                | Topplaceringar | Topplaceringar | Topplaceringar |
| År   | Singel                | Schweiz        | Tyskland       | Österrike      |
| ---- | --------------------- | -------------- | -------------- | -------------- |
| 2011 | "Call My Name"        | 2              | 2              | 2              |
| 2011 | "I Miss You"          | 14             | 2              | 6              |
| 2011 | "Only for You"        | —              | 33             | 47             |
| 2011 | "It's Christmas Time" | —              | —              | 75             |
| 2013 | "Dream Team"          | 65             | 41             | 60             |